# ヘスス・ソト・カラス
ヘスス・ソト・カラス（Jesús Soto Karass、1982年10月15日 - ）は、メキシコの男性プロボクサー。攻撃重視のスタイルで勝っても負けても激しい試合を展開するため人気が高いが、KO率は50%以下とそれほど高くない。愛称はEl Renuente(激闘王)。

## 来歴
2001年6月29日、ソト・カラスは地元ロスモチスでデビュー戦を行い、初回TKO勝ちを収めデビュー戦を白星で飾った。なおデビュー戦の階級はスーパーウェルター級であった。
その後9戦連続でKO勝利で飾った(その中には後のメキシコスーパーウェルター級王者サウル・ローマンも含まれる)。2003年1月18日、クリスチャン・ソラーノと対戦し10回引き分けに終わり全勝が途切れた。
その後、単身アメリカに渡り兄のホセ・ルイスが活動拠点にしているロサンゼルス近郊のノースハリウッドに活動拠点を置いた。
拠点を移した後2連勝を飾るも2004年1月15日、テキサス州ヒューストンのアリーナ・プレスにてヌルハン・スレイマノグルとWBAフェデセントロスーパーウェルター級王座決定戦を行い、12回0-3(109-117、108-118、110-116)の判定負けを喫しプロ初黒星を付けられ王座獲得に失敗した。
2004年7月13日、ビバリーヒルズのプレイボーイマンションにて後の世界挑戦者フレディ・エルナンデスと対戦し10回0-3(93-97、2者が92-98)の判定負けを喫し再起に失敗した。
2005年2月24日、ニューヨークのハマースタイン・ボールルームで後のWBA世界スーパーウェルター級王者ユーリ・フォアマンと対戦し8回0-3(72-80、2者が73-79)の判定負けを喫し3連敗になった。
2006年6月2日、WBCアメリカ大陸ウェルター級王者で、元IBF世界スーパーライト級王者で2003年にK-1のリングに上がったヴィンス・フィリップスと対戦。ウェルター級に転向して3連勝と勢いに乗るソト・カラスはフィリップスを攻撃重視スタイルで圧倒し、9回終了時棄権により王座を獲得した。
2006年10月20日、16戦全勝のマイケル・ロサレスと対戦し、11回2分21秒TKO勝ちでWBCアメリカ大陸王座初防衛に成功した。
2006年12月15日、ルシアーノ・ペレスと対戦し7回開始10秒ペレスの棄権により2度目の防衛に成功した。
2007年5月25日、ギルベルト・バネガスと対戦し12回1-1(115-112、114-114、113-114)の三者三様の引き分けに終わるも規定により3度目の防衛に成功した。
2007年8月17日、ホセ・アントニオ・オセダと対戦し3回1分30秒TKO勝ちを収め4度目の防衛に成功した。
2008年4月11日、クリス・スミスと対戦し10回3-0(98-92、2者が96-94)の判定勝ちを収め5度目の防衛に成功した。
2008年7月25日、デビット・エストラーダと空位のNABF北米ウェルター級王座決定戦を行い、8回にダウンを奪いそのままレフェリーストップを呼び込む8回1分3秒TKO勝ちを収め王座獲得に成功した。
2009年11月14日、ネバダ州ラスベガスのMGMグランドにてマニー・パッキャオVSミゲール・コットの前座でミゲール・コットに挑戦経験があるアルフォンソ・ゴメスと対戦し3・4回のローブローの減点が響き6回0-3(54-58、2者が55-57)の負傷判定負けを喫し空位のWBCアメリカ大陸王座獲得にも失敗した。
2010年5月29日、ガブリエル・マルチネスと対戦するが2回1秒に初回の偶然のバッティングによる負傷により無効試合に終わった。
2010年11月13日、カウボーイズ・スタジアムにて、マニー・パッキャオVSアントニオ・マルガリートの前座でマイク・ジョーンズとNABO並びにNABA北米ウェルター級王者並びにWBCアメリカ大陸同級王座決定戦を行い、10回0-3(94-95、93-97、94-94)の僅差判定負け。ジョーンズにプロ初苦戦を演じる激闘を見せるも王座獲得に失敗した。
2011年2月19日、マンダレイ・ベイ・イベント・センターにてノニト・ドネアVSフェルナンド・モンティエルの前座でマイク・ジョーンズと再戦したが、12回0-3(113-115、112-116、111-117)の判定負けを喫し再度王座獲得に失敗した。
2012年1月21日、ガブリエル・ロサドと対戦し2回に有効打で左目の上をカットし不利になると5回に一気にストップに持ち込まれ試合終了で5回2分6秒TKO負けを喫し、無効試合を挟んで4連敗になった。
2012年9月15日、MGMグランドにてサウル・アルバレスVSホセシート・ロペスの前座でWBAインターナショナルウェルター級王座決定戦を元WBA世界スーパーライト級王者マルコス・マイダナと対戦し、白熱した打撃戦になるも4回にレフェリーがブレイクした後にもパンチを出し合ったとして両者に1点減点、7回にはレフェリーがブレイクした後にマイダナがソト･カラスを殴り1点減点、7回にダウンを奪われると8回に再度ダウンを追加されてレフェリーストップがかかり試合終了。8回43秒TKO負けを喫し、王座獲得に失敗した。
2013年1月26日、元WBC世界ウェルター級シルバー王者セルチュク・アイディンと対戦し、10回2-0(2者が97-93、95-95)の僅差判定勝ちを収め再起に成功した。
2013年7月27日、サンアントニオのAT&Tセンターにて元IBF世界ウェルター級王者アンドレ・ベルトとNABF北米ウェルター級王座決定戦を行い、11回にソト・カラスがダウンを奪われるも12回にダウンを奪い返し12回48秒TKO勝ちを収め圧倒的不利の予想を覆しNABF王座返り咲きに成功した。
2013年12月14日、アラモドームにてマルコス・マイダナVSエイドリアン・ブローナーの前座でWBA世界ウェルター級暫定王者キース・サーマンと対戦。初回にサーマンをダウン寸前まで追い詰めるも、倒しきれず5回に左フックでダウンを奪われると打撃戦で劣勢になり、9回右フックをもらって動きが止まり立ったまま失神、左アッパーをもらってダウンを奪われるとレフェリーが抱きかかえてそのまま試合をストップ。9回2分21秒TKO負けを喫し王座獲得に失敗した。
2014年6月21日、カリフォルニア州の スタブハブ・センター・テニスコートにてロバート・ゲレーロVS亀海喜寛の前座でデボン・アレクサンダーと対戦するが、0-3の判定負けを喫した。
2016年4月16日、カリフォルニア州で亀海喜寛と対戦し、引き分けとなった。

## 獲得タイトル
- WBCアメリカ大陸ウェルター級王座
- NABF北米ウェルター級王座